# Diaethria platytaenia
Diaethria platytaenia är en fjärilsart som beskrevs av Johannes Karl Max Röber 1921. Diaethria platytaenia ingår i släktet Diaethria och familjen praktfjärilar. Inga underarter finns listade i Catalogue of Life.